# Jack Mezirow
Jack Mezirow (1923 – 24. září 2014) byl americkým sociologem a emeritní profesorem na Teachers College na Kolumbijské univerzitě.
Mezirow získal svůj B.A. a M.A. titul během studií sociálních věd a výuky na University of Minnesota a svůj Ed.D. titul během studia vzdělávání dospělých na Kalifornské univerzitě v Los Angeles.

## Práce
Mezirow byl ovlivněn Paulem Freirem a Jürgenem Habermasem. Je široce uznáván jako autor konceptu transformativního učení. Jedním z nejvýznamnějším bodů jeho práce o transformativním učení je rozdělení znalosti do tří rozdílných typů:
- instrumentální
- komunikativní
- emancipační